# Хазановский, Михаил Самойлович
Михаил Самойлович Хазановский (13 марта 1906, Харьков — 4 ноября 1982, там же) — советский пианист, педагог.

## Биография
Родился 13 марта 1906 года в Харькове. 
В 1925 году окончил Харьковский музыкально-драматический институт (ныне — Харьковский университет искусств им. И. П. Котляревского (ХНУИ)) по классу Л. И. Фаненштиля. 
В 1928 году окончил Ленинградскую государственную консерваторию, обучался у известного педагога, пианиста, профессора Леонида Владимировича Николаева.
В 1933 М. Итигина и М. С. Хазановский организовали группу (студию) для музыкально одарённых детей, где Михаил Самойлович оставался одним из ведущих педагогов по классу фортепиано более сорока лет. Ныне это Харьковский государственный музыкальный лицей, ставшая alma mater для многих известных пианистов, скрипачей, исполнителей, композиторов и музыковедов. 
С 1934 по 1982 годы, занимаясь педагогической деятельностью в ХНУИ, М. С. Хазановский прошёл путь от ассистента до профессора кафедры специального фортепиано. Состоял заведующим кафедры с 1953 по 1971 годы.
М. С. Хазановский выпустил 85 пианистов, многие из которых создали основу фортепианной школы Харькова.